# Distrito de Olten
Olten é um distrito da Suíça, localizado no cantão de Soleura. Tem 80,60 km² de área e sua população em 2019 foi estimada em 55.686	habitantes. Sua sede é a comuna de Olten.

## Comunas
Olten está composto por um total de 15 comunas:
- Boningen
- Däniken
- Dulliken
- Eppenberg-Wöschnau
- Fulenbach
- Gretzenbach
- Gunzgen
- Hägendorf
- Kappel
- Olten
- Rickenbach
- Schönenwerd
- Starrkirch-Wil
- Walterswil
- Wangen bei Olten